# Saudi-arabische Eishockeynationalmannschaft
| Saudi-arabische Eishockeynationalmannschaft                                    | Saudi-arabische Eishockeynationalmannschaft |
| ------------------------------------------------------------------------------ | ------------------------------------------- |
| Verband:                                                                       | Saudi-arabischer Eishockeyverband           |
| Erstes Länderspiel:                                                            |                                             |
| Kuwait 10:3 Saudi-Arabien 25. Mai 2010 in Kuwait, Kuwait                       |                                             |
| Höchster Sieg:                                                                 |                                             |
| Oman 1:3 Saudi-Arabien 29. Mai 2010 in Kuwait, Kuwait                          |                                             |
| Höchste Niederlage:                                                            |                                             |
| Saudi-Arabien 1:14 Vereinigte Arabische Emirate 27. Mai 2010 in Kuwait, Kuwait |                                             |
| Medaillengewinne Herren:                                                       |                                             |
| WM:                                                                            | keine                                       |
| Olympia:                                                                       | keine                                       |

Die saudi-arabische Eishockeynationalmannschaft der Herren gehört zum saudi-arabischen Eishockeyverband.

## Geschichte
Die saudi-arabische Eishockeynationalmannschaft wurde 2010 gegründet und nahm im selben Jahr erstmals an einem internationalen Turnier teil, als sie einer von vier Teilnehmern der Eishockeymeisterschaft des Golfes war. Das Turnier schloss Saudi-Arabien auf dem dritten Platz ab und konnte im letzten Spiel gegen den Oman sein erstes Länderspiel gewinnen.

## Platzierungen

### Eishockeymeisterschaft des Golfes
- 2010: 3. Platz
- 2022: 2. Platz